# Katarina Johnson-Thompson
Katarina Mary Johnson-Thompson (Liverpool, 9 de enero de 1993) es una deportista británica que compite en atletismo, especialista en la prueba de heptatlón.
Participó en cuatro Juegos Olímpicos de Verano, entre los años 2012 y 2024, obteniendo una medalla de plata en París 2024, en la prueba de heptatlón, y el sexto lugar en 2016, en la misma prueba.
Ganó dos medallas de oro en el Campeonato Mundial de Atletismo, en los años 2019 y 2023, y dos medallas en el Campeonato Mundial de Atletismo en Pista Cubierta, oro en 2018 y plata en 2014.
Además, obtuvo una medalla de bronce en el Campeonato Europeo de Atletismo de 2018 y dos medallas de oro en el Campeonato Europeo de Atletismo en Pista Cubierta, en los años 2015 y 2019.
Es hija de padre bahameño y madre británica. Estudió Ciencias del Deporte en la Universidad de Liverpool John Moores. Es embajadora de la fundación del Liverpool Football Club.

## Palmarés internacional
| Juegos Olímpicos                     | Juegos Olímpicos         | Juegos Olímpicos  | Juegos Olímpicos  |
| Año                                  | Lugar                    | Medalla           | Prueba            |
| ------------------------------------ | ------------------------ | ----------------- | ----------------- |
| 2024                                 | París (Francia)          | Medalla de plata  | Heptatlón         |
| Campeonato Mundial                   |                          |                   |                   |
| Año                                  | Lugar                    | Medalla           | Prueba            |
| 2019                                 | Doha (Catar)             | Medalla de oro    | Heptatlón         |
| 2023                                 | Budapest (Hungría)       | Medalla de oro    | Heptatlón         |
| Campeonato Mundial en Pista Cubierta |                          |                   |                   |
| Año                                  | Lugar                    | Medalla           | Prueba            |
| 2014                                 | Sopot (Polonia)          | Medalla de plata  | Salto de longitud |
| 2018                                 | Birmingham (Reino Unido) | Medalla de oro    | Pentatlón         |
| Campeonato Europeo                   |                          |                   |                   |
| Año                                  | Lugar                    | Medalla           | Prueba            |
| 2018                                 | Berlín (Alemania)        | Medalla de bronce | Heptatlón         |
| Campeonato Europeo en Pista Cubierta |                          |                   |                   |
| Año                                  | Lugar                    | Medalla           | Prueba            |
| 2015                                 | Praga (República Checa)  | Medalla de oro    | Pentatlón         |
| 2019                                 | Glasgow (Reino Unido)    | Medalla de oro    | Pentatlón         |